# 江澤民 (汽車工程師)

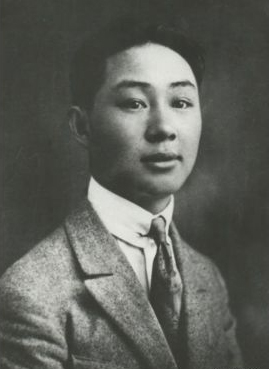
留法期间的江克明

江泽民（1903年1月20日—1989年2月11日），原名江克明，曾用名马斯洛夫（Маслов）、吴德铭等，男，四川江津人，中国汽车工程专家，中华人民共和国汽车工业的奠基人之一。为了与同样曾在斯大林汽车厂、长春一汽和一机部工作过、后来担任中共中央总书记的江泽民相区分，1903年出生的江泽民一般被称为“老江泽民”或“江泽民（克明）”。

## 生平
1903年，江克明生于江津一个贫寒家庭。后与邓小平同在重庆留法勤工俭学预备学校读书。1920年和邓小平同船赴法国勤工俭学，期间于1923年1月经聂荣臻、刘伯坚介绍加入中国社会主义青年团，1925年转入中国共产党。后来他就读于比利时沙勒罗瓦劳动大学机械系，毕业获得比利时沙勒罗瓦劳动大学机械系工程师文凭。
1926年9月，到苏联莫斯科中山大学学习。毕业后留在苏联工作，曾任莫斯科斯大林汽车厂产品设计工程师。1935年到盛世才统治下的中国新疆省任新疆省汽车运输管理总局副局长，1938年5月回到斯大林汽车厂任主任设计工程师。他在斯大林汽车厂前后工作8年，因设计出适合在多雪地区行驶的军用卡车的结构而获该厂奖励小汽车一辆。1941年抗日战争期间回国。回国后，历任八路军总后勤部军事工业局技术处处长、秘书长，晋察冀边区工矿管理局局长，晋察冀边区驻大连军工代表，东北军区军事工业部副部长、代部长等。
中华人民共和国成立后，出任中国驻苏联大使馆首任商务参赞。1951年底，奉调回国后随即到中央人民政府重工业部领导一个四人小组，负责中方为批准苏联交付的中国第一汽车制造厂（简称“一汽”）初步设计和技术设计图纸资料而进行的准备工作。1952年，接替郭力任中央人民政府重工业部汽车工业筹备组主任，直接管理一汽的建设工作。不久，中央人民政府第一机械工业部（1954年改为中华人民共和国第一机械工业部）汽车工业管理局成立，他任副局长，和局长张逢时一起抓一汽的建厂及生产准备工作，从1952年至1956年，三次赴长春检查一汽的建厂工作。1956年10月15日一汽建成，由国家验收，他是验收委员会委员之一。
他历任中华人民共和国第一机械工业部部长助理、科学技术委员会主任，中国汽车工业总公司副总经理。1958年起，担任中苏技术合作委员会委员。他还曾任中国汽车工程学会理事长、中国机械工程学会副理事长、北京市科协副主席。文革期间受到打擊。1975年恢复工作后，任中华人民共和国第一机械工业部顾问。他是第五、六届全国政协委员。1989年2月11日，江泽民在北京病逝，享年86岁。1989年3月4日，遗体告别仪式在八宝山革命公墓大礼堂举行。